# Le Pensionnaire en traitement
Le Pensionnaire en traitement, aussi traduit Le Malade pensionnaire, Le Patient à demeure et Le Malade à demeure (The Adventure of the Resident Patient en version originale), est l'une des cinquante-six nouvelles d'Arthur Conan Doyle mettant en scène le détective Sherlock Holmes. Elle est parue pour la première fois dans la revue britannique Strand Magazine en août 1893, avant d'être regroupée avec d'autres nouvelles dans le recueil Les Mémoires de Sherlock Holmes (The Memoirs of Sherlock Holmes).

## Résumé
La nouvelle débute par une nouvelle preuve des capacités de logicien de Holmes qui parvient à suivre le fil de la pensée de Watson sans qu'il ne prononce un mot. Ils sortent ensuite prendre l'air et en rentrant ils remarquent à la porte de leur immeuble qu'un nouveau client (un médecin les attend).
Le Dr Percy Trevelyan, un jeune médecin généraliste spécialisé dans les troubles neurologiques, auteur d'un traité sur les lésions nerveuses internes connu par Watson fait appel à Holmes. Deux ans auparavant, à la fin de ses études, il reçoit le prix de Bruce Pinkerton, et son traité sur les lésions nerveuses est récompensé d'une médaille. N'ayant pas les moyens de s'installer seul, Trevelyan accepte une proposition d'affaires de la part d'un certain M. Blessington. Celui-ci achete une maison dans Brook Street, la meuble, engage des domestiques et fournit tout le nécessaire au Dr Trevelyan. Ce dernier n'a qu'à recevoir les patients en échange des trois-quarts des gains que Blessington vient récupérer chaque soir après examen des comptes de la journée. Blessington s'installe aussi dans la maison en tant que patient permanent en raison de problèmes cardiaques par ailleurs il sort peu et voit rarement du monde. Cet investissement a enrichi considérablement Blessington et permis à Trevelyan de devenir un médecin réputé et respecté.
Cependant, il y a quelques mois, Blessington a paniqué après avoir lu un article de journal sur un cambriolage dans le quartier de West End à proximité. Il a exigé des serrures plus solides et d'autres mesures de sécurité strictes, refusant de quitter la maison pendant plusieurs semaines avant de reprendre ses promenades du soir. La veille de la visite de Trevelyan à Holmes, un noble russe âgé et son fils ont consulté le médecin pour une crise de catalepsie du père. Le fils est resté dans la salle d'attente pendant que le père parlait au médecin, mais l'ancien gentleman a subi une crise de catalepsie dans le cabinet de consultation. Trevelyan va chercher du nitrite d'amyle dans son laboratoire, mais à son retour père et fils ont disparu. Ils reviennent le lendemain soir, s'excusant d'avoir cru la consultation terminée la veille car le père ne se rappelait pas d'avoir eu une crise. Après leur départ, Blessington, de retour de sa promenade, a trouvé des traces de pas dans sa chambre et est entré dans un nouvel état de panique, exigeant que Trevelyan fasse appel à Holmes.
Holmes et Watson retournent à Brook Street avec le médecin, mais Blessington refuse d'expliquer pourquoi il a visiblement peur pour sa vie ou pourquoi des hommes le poursuivent. Il prétend plutôt avoir peur de cambrioleurs inconnus venant après la fortune qu'il garde dans un coffre au pied de son lit. Holmes finit par partir, exaspéré, en conseillant à Blessington de dire la vérité s'il veut son aide. Cependant, Holmes a pu confirmer l'histoire du médecin et l'écarter des soupçons en étudiant les traces de pas. C'était le fils du noble russe qui est entré dans la pièce à deux reprises, d'abord pendant que son père feignait une crise de catalepsie, puis une seconde fois pendant que le médecin consultait le père, laissant des traces humides car il pleuvait.
Le lendemain matin, Holmes et Watson retournent à Brook Street, appelés par Trevelyan. Blessington a été retrouvé mort, apparemment pendu dans la nuit. Holmes et l'inspecteur Lanner de Scotland Yard examinent la scène et trouvent des preuves convaincantes que trois intrus étaient dans la maison cette nuit-là. Deux d'entre eux sont le soi-disant "noble russe" et son fils, le troisième est inconnu. Les signes indiquent que le trio a été admis dans la maison par un complice, probablement le jeune page nouvellement engagé. Ils ont ensuite mené une sorte de conciliabule au sujet du sort de Blessington, à l'issue duquel ils l'ont condamné et pendu avant de s'enfuir, le complice fermant la porte derrière eux.
Après avoir pris une photo de Blessington, Holmes part consulter les dossiers de Scotland Yard et revient avec l'information que Blessington était en fait Sutton, l'un des cinq membres du gang de la Banque de Worthingdon. Après le vol massif commis par le gang en 1875, Sutton avait trahi ses quatre complices pour éviter l'arrestation. Cartwright avait été pendu pour meurtre, les trois autres avaient écopé de longues peines de 15 ans. Sutton avait changé de nom pour se cacher de ses anciens complices, sa première panique étant due à la lecture de leur libération anticipée. Ils l'ont finalement retrouvé et assassiné pour venger Cartwright. Sutton n'avait pas pu dire la vérité à Holmes sans révéler son identité, ce qu'il était trop effrayé et honteux de faire.
Lanner arrête le page et lance des recherches, mais Biddle, Hayward et Moffat parviennent à s'enfuir du pays. Le dossier contre le page est classé faute de preuves, et les trois meurtriers sont soupçonnés d'avoir péri dans le naufrage du navire Nora Creina au large des côtes portugaises.

## Adaptations

### Télévision
La nouvelle a été adaptée en 1985 dans la série britannique Les Aventures de Sherlock Holmes avec Jeremy Brett dans le rôle-titre. Il s'agit du onzième épisode de la série.

## Livre audio en français
- Arthur Conan Doyle, Le Malade pensionnaire [« The Resident Patient »], Paris, La Compagnie du Savoir, coll. « Les enquêtes de Sherlock Holmes », 2011 (EAN 3760002139685, BNF 42478203)Narrateur : Cyril Deguillen ; support : 1 disque compact audio ; durée : 50 min environ ; référence éditeur : La Compagnie du Savoir CDS081. Le nom du traducteur n'est pas indiqué.